# Hindustan Ki Kasam
Pour plus de détails, voir Fiche technique et Distribution.
Hindustan Ki Kasam est un film indien réalisé par Veeru Devgan sorti en salles le 23 juillet 1999. Il met en vedette Amitabh Bachchan, Ajay Devgan et Manisha Koirala.

## Distribution
- Amitabh Bachchan : Kabeera
- Ajay Devgn : Ajay / Tauheed
- Manisha Koirala : Roshanaara
- Sushmita Sen : Priya
- Farida Jalal : Mother of Ajay and Tauheed
- Navin Nischol : Chander Malhotra
- Prem Chopra : B.S. Brar
- Shahbaaz Khan : Pakistani Intellegence
- Gulshan Grover : Jabbar
- Kader Khan : Dr. Dastoor
- Goga Kapoor : Tauheed's trainer
- Kashmira Shah : Cameo
- Salim Khan Ding-Dong : Nawaab
- Shakti Kapoor : Verma
- Jaswir Kaur : Dancer
- Sukhwinder Singh : caméo
- Jitendra Bhardwaj : A man from whom Kabeera grabs the flag
- Swati Bhat : Junior Artist
- Ekram Kashmiri :
- Mallika : Karina
- Pramod Moutho : Pakistani Prime Minister
- Brownie Parasher :
- Jagmeet Samundri : (comme Jagmeet Singh Samundri)

## Box-office
- Box-office Inde (revenu net) : 105 000 000[4] roupies.
- Box Office India qualifie le film de décevant[5].